# قوشک تپه ۲ ولی‌آباد
قوشک تپه ۲ ولی آباد مربوط به دوران پیش از تاریخ ایران باستان است و در شهرستان اسدآباد، بخش مرکزی، روستای ولی آباد واقع شده و این اثر در تاریخ ۱۰ بهمن ۱۳۸۳ با شمارهٔ ثبت ۱۱۳۵۱ به‌عنوان یکی از آثار ملی ایران به ثبت رسیده است.